# مسجد خواجه یعقوب
مسجد خواجه یعقوب مربوط به دوره صفوی است و در شهرستان اصفهان، بخش کوهپایه، شهر کوهپایه، خیابان طالقانی، کوچه مسجد خواجه واقع شده و این اثر در تاریخ ۲۶ اسفند ۱۳۸۶ با شمارهٔ ثبت ۲۱۸۲۲ به‌عنوان یکی از آثار ملی ایران به ثبت رسیده است.